# تاکایوشی ایشیهارا
تاکایوشی ایشیهارا (انگلیسی: Takayoshi Ishihara؛ زادهٔ ۱۷ نوامبر ۱۹۹۲) بازیکن فوتبال اهل ژاپن است.
از باشگاه‌هایی که در آن بازی کرده‌است می‌توان به باشگاه فوتبال ماتسوموتو یاماگا اشاره کرد.